# Seclused in Light
Seclused in Light ist ein Jazzalbum von Arun Ghosh. Die vermutlich 2021 in Manchester und Croydon  entstandenen Aufnahmen erschienen am 25. März 2022 auf dem Eigenlabel Camoci Records.

## Hintergrund
In den letzten 15 Jahren hat der Klarinettist (hier Multi-Instrumentalist) und Komponist Arun Ghosh eine Reihe von Aufnahmen geschaffen, die wichtige soziokulturelle Themen ansprechen, insbesondere auf But Where Are You Really From?, notierte Kevin Le Gendre. Das Wort Seclused hat Gosh selbst erfunden – als Mischung aus recluse (englisch für „Einsiedler“) und secluded („abgeschlossen, zurückgezogen, abgesondert“). Im Unterschied zu den vier Vorgängeralben spielt bei Seclused in Light der Titel nicht auf eine Reise oder die aktive Erkundung von Orten an. Dieses Doppelalbum ist zu einem großen Teil während des Lockdowns infolge der COVID-19-Pandemie entstanden. Ghosh spielt in verschiedenen Besetzungen und Instrumentierungen zusammen mit dem Tabla-Spieler Aref Durvesh, dem Altsaxophonisten Chris Williams, dem Tenorsaxophonisten und Bassklarinettisten Idris Rahman und den Schlagzeugern Dave Walsh und Myke Wilson.

## Titelliste
- Arun Ghosh – Seclused In Light (Camoci Records – CAMOCI 005)[3]

CD 1
1. Surrender to the Sea 5:17
2. Hanji! 4:32
3. Souls 3:51
4. The Tailor's Tale 2:59
5. Fiveways 4:04
6. Sister Green 3:38
7. Cascade 4:10
8. Hope Springs 6:09

CD 2
1. Nine Night 6:06
2. Seclused in Light 4:22
3. Someday This Will All Be a Dream 2:49
4. Moments 3:40
5. Wanderlust 2:35
6. The Unknown 5:35
7. Leave It All Behind and Then Just Float Away... 4:57
8. Farewell Blue 4:39

Die Kompositionen stammen von Arun Ghosh.

## Rezeption
Dave Sumner (Bandcamp) zählte das Album zu den besten Neuerscheinungen des Jahres 2022 und schrieb, die Musik von Arun Ghosh gehöre zu den aufregendsten Musikstücken der modernen Jazzszene. Der Indo-Jazz des in Kalkutta geborenen und in London lebenden Klarinettisten sei melodisch aufgeladen und bezaubernd melodisch. Zusammen mit seinem Ensemble würde Ghosh 2022 ein Album anbieten, das einen Galopp gegen einen leichten Groove eintausche und den Lauf der Melodie sanft in die Oberfläche des Liedes einweichen lasse. Das Endergebnis zeige neue Facetten von Ghoshs Indo-Jazz und ein vielversprechendes Zeichen dafür, was in Zukunft zu [von ihm] erwarten ist.
Seclused in Light erhielt bei Jazzwise vier (von fünf) Punkten. Das Album sei sowohl ein Forum für sehr persönlichen Ausdruck als auch für musikalische Ambitionen, meinte Kevin Le Gendre in seiner Besprechung. Der enorme Umfang der Musik spiegele eine besondere Ernsthaftigkeit und den Wunsch wider, Aussagen über das Phänomen der Sterblichkeit und der Trauer sowie die Widerstandsfähigkeit angesichts des Verlustes zu machen (Ghoshs Vater starb an einer COVID-19-Infektion). Die Tatsache, dass Ghosh sowohl in der Rolle des Multiinstrumentalisten als auch als Komponist auftritt, habe einem Großteil des Materials die Art von destillierter Klarheit verliehen, die seine Verbundenheit mit Pop, Folk und Improvisation verrät. Das Ergebnis sei eine Reihe starker Melodien, die auf langsame Tempi eingestellt sind, die nicht übermäßig anziehen oder ins Stocken geraten. Der stetige Schwung von „Surrender to the Sea“ oder das ergreifende Pulsieren von „NineNight“ würden beide Ghoshs Fähigkeit offenbaren, die Spannung zu erhöhen, während er eine gewisse Beschränkung vollziehe, womit er den musikalischen Reichtum seines südindischen Erbes widerspiegelt, was wirklich faszinierend klinge. Seclused in Light sei ein überzeugendes Stück Studioarbeit und könnte auch live eine fesselnde Darbietung sein.